# Heinrich Behrens-Nicolai

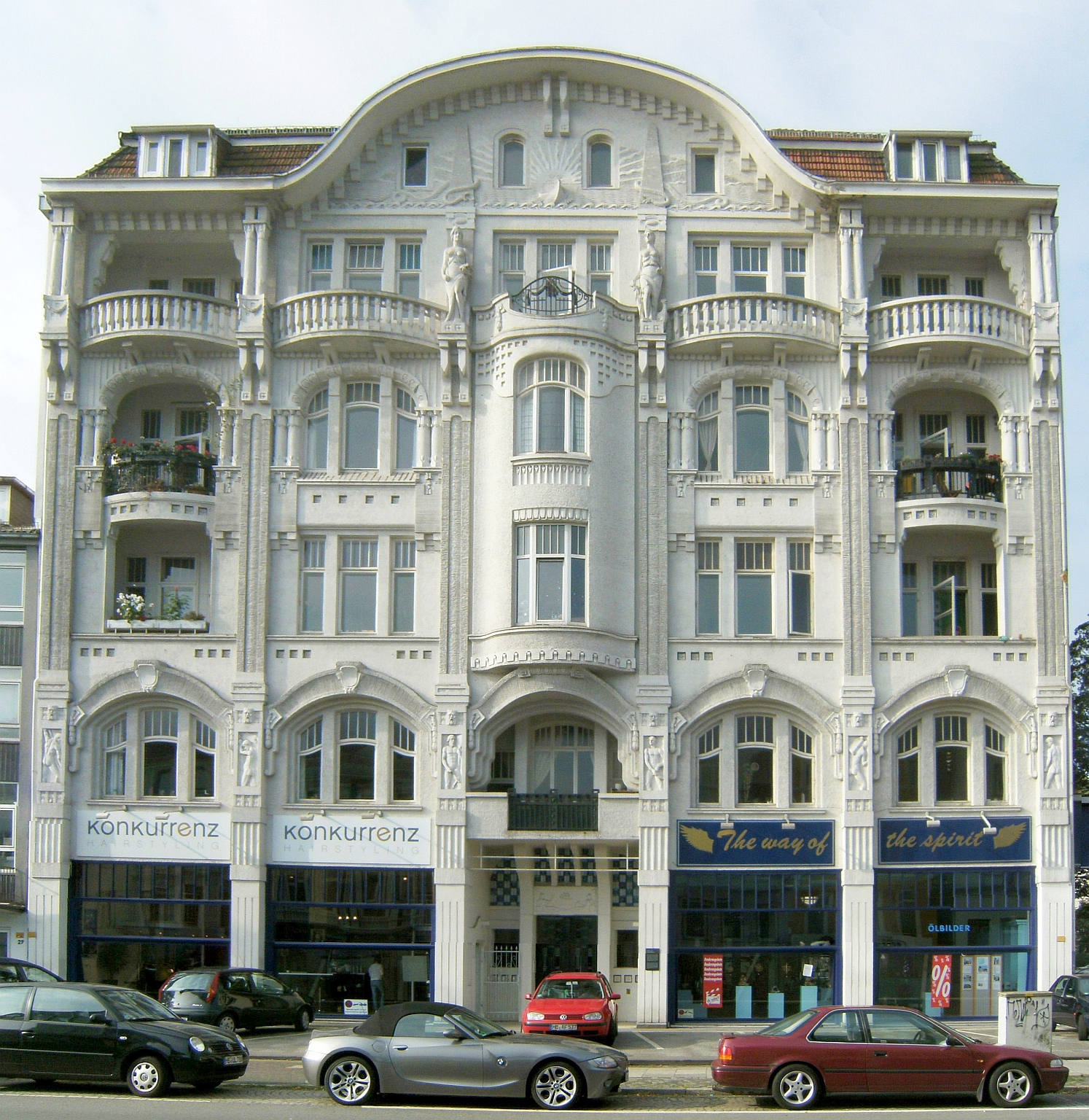
Wohn- und Geschäftshaus Außer der Schleifmühle 27

Heinrich Behrens-Nicolai (* 13. Mai 1873 in Golzwarden; † 30. Oktober 1960 in Bremen) war ein deutscher Architekt.

## Biografie
Behrens-Nicolai war der Sohn des Kapitäns Johann Dietrich Behrens aus Lehe, wo er in seiner Jugend lebte. Er besuchte die Realschule in Geestemünde. Ab 1893 studierte er an der Technischen Hochschule Hannover Bauingenieurwesen und danach an der Technischen Hochschule Darmstadt Architektur. 1901 heiratete er Anna Maria Caroline Oehler, beide lebten zunächst in Oberhausen im Rheinland und hatten eine Tochter. Behrens-Nicolai kam 1902 nach Bremen, wo er als Architekt bis in die 1930er Jahre wirkte, danach als vereidigter Gutachter.

## Bauten

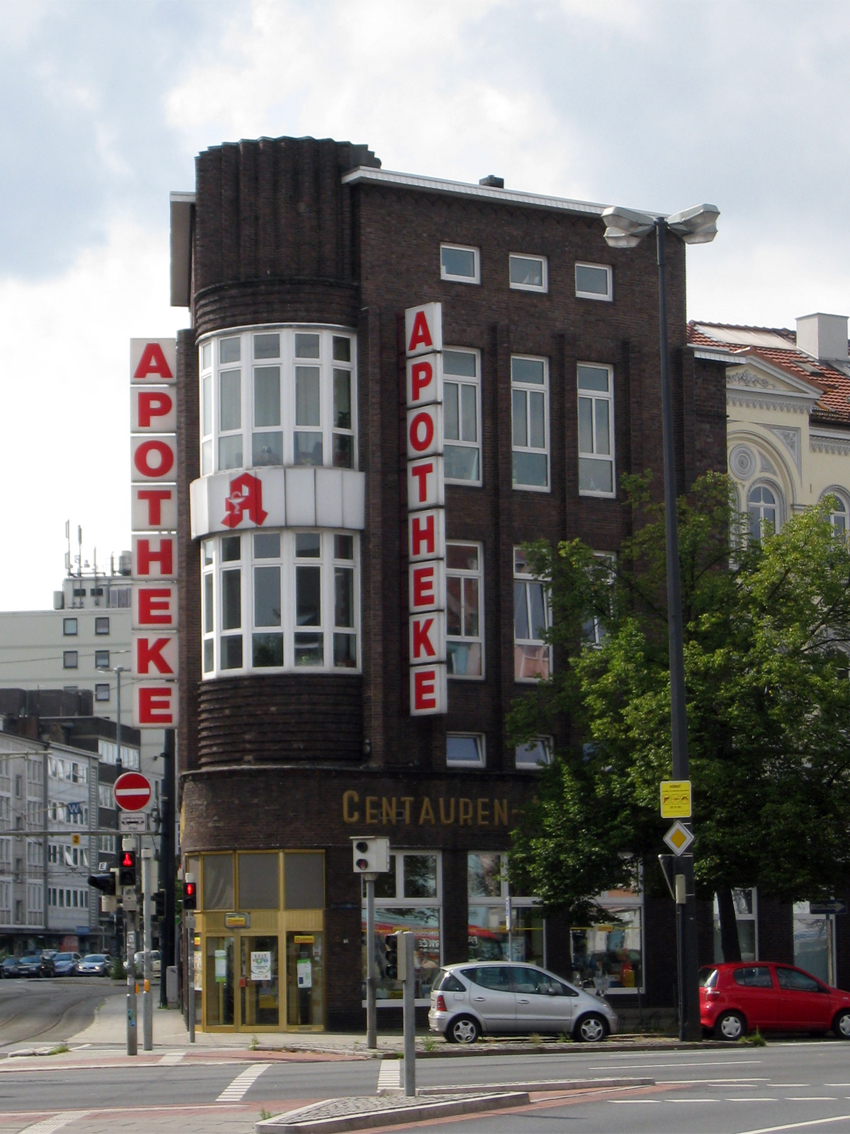
Centauren-Apotheke

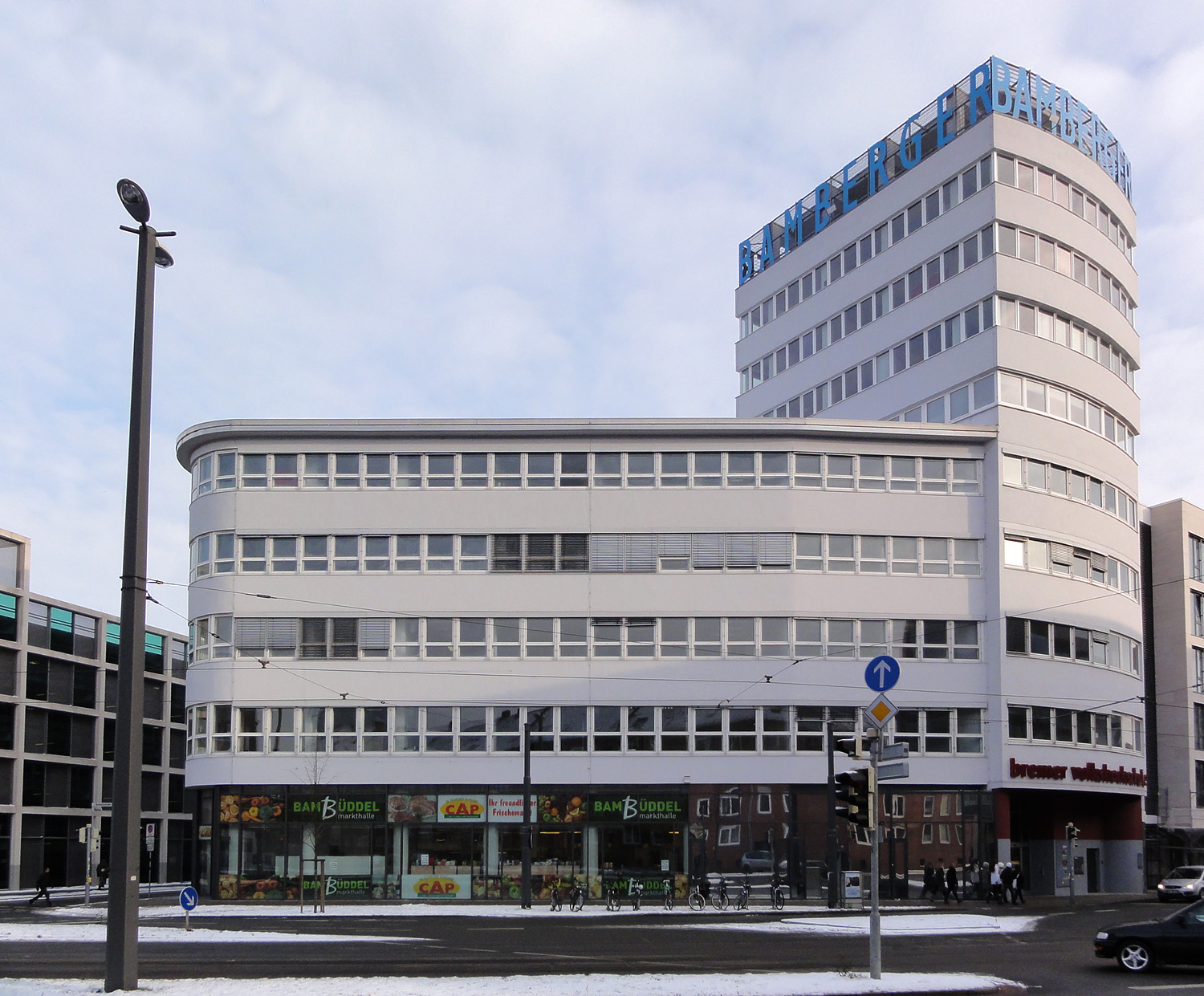
Bamberger-Haus

Das Wohn- und Geschäftshaus der Bremer Automobil- und Fahrradcentrale Außer der Schleifmühle 27 in Bremen baute Behrens-Nicolai 1905–1906 noch in historistischer Architektur mit Jugendstil-Elementen. In diesem Haus hatte er dann auch sein Büro. Im Stil des norddeutschen Backsteinexpressionismus plante er 1925 das Silo für die Roland-Mühle im Stadtteil Häfen und 1928 die Centauren-Apotheke an der Ecke Dobbenweg 11/12 / Außer der Schleifmühle. Für den Kaufmann Julius Bamberger baute er 1927–1929 ein Kaufhaus, im Volksmund Bambüddel genannt, an der Faulenstraße in Bremen; hier kam die erste Rolltreppe Bremens zum Einbau. Diese Gebäude stehen unter Denkmalschutz.
Später war Behrens auch als Gutachter tätig, wobei ihm seine doppelte Ausbildung zum Bauingenieur und Architekten zugutekam. Er war viele Jahre lang Vorsitzender der Bremer Ortsgruppen des Bundes Deutscher Architekten (BDA) und des ADAC.

## Ehrungen
- 8. Juli 1958: Bundesverdienstkreuz am Bande[1]